# Lispe hirsutipes
Lispe hirsutipes är en tvåvingeart som beskrevs av Mou 1992. Lispe hirsutipes ingår i släktet Lispe och familjen husflugor.
Artens utbredningsområde är Liaoning (Kina). Inga underarter finns listade i Catalogue of Life.